# Зенковка (Свердловская область)
Зенковка — посёлок в Алапаевском районе Свердловской области России. Входит в муниципальное образование Алапаевское. Управляется Зенковской сельской администрацией.

## География
Посёлок расположен в среднем течении реки Полуденка в 40 километрах на северо-запад от города Алапаевск.

## Часовой пояс
Зенковка, как и вся Свердловская область, находится в часовой зоне МСК+2. Смещение применяемого времени относительно UTC составляет +5:00.

## Население
| 2002 | 2010 |
| ---- | ---- |
| 137  | ↘2   |

На 2019 год население Зенковки составляет 0 человек.